# 맥도널 더글러스 F-4 팬텀
맥도널 더글러스 F-4 팬텀은 맥도널 더글러스사가 제작한 2인승, 초음속, 장거리, 전천후 전폭기이다. 원래 정식 이름은 F-4 팬텀II(영어: McDonnell Douglas F-4 Phantom II)이다.
처음에 미 해군용으로 제작했지만, 이후 미 해병대와 미 공군이 사용하였다. 1961년부터 1996년까지 운용되었다. 팬텀은 다른 나라에서는 아직도 사용 중이다. 미국에서 운용 중일 때의 별명은 "Rhino" , "Double-Ugly"/"DUFF"이었다.
팬텀은 미 해군, 해병, 공군이 모두 운용하였던 몇 안되는 비행기들 가운데 하나이며 2차 대전 후의 군용기 중 가장 오래 운용한 것들 중 하나이기도 하다.

## 역사
팬텀은 원래 미 해군의 함대 방어용으로 개발되었다. 1958년 5월 27일 처녀비행한 이후, 최초의 F4H-1 (후에 F-4B가 됨)가 1961년에 실전배치되었다. 이후 당시 맥나마라 미 국방장관의 기종 공통화 지시에 따라 미 공군도 미 해군으로부터 몇 대의 기체를 빌려서 근접공중지원(CAS), 요격(interception), 제공권 확보 등의 부문에서 팬텀을 평가했고 1962년 미 공군용 F-4C를 승인했다. F-4C는 처녀비행을 1963년 5월 27일에 했고, 양산기 인도(production deliveries)를 1963년 11월부터 시작했다.
미 공군은 1967년부터 M61 Vulcan 20 mm 기관포를 내부에 탑재한 F-4E로 교체했다. 116대의 F-4E는 후에 방공망 제압 "Wild Weasel" 역할을 위해 F-4G로 개조되었다.
정찰기 버전 또한 생산되었다. 미 공군용으로는 RF-4C, 미 해병을 위한 RF-4B, 수출용인 RF-4E가 있다. 대한민국 공군도 주한 미공군이 운용하던 RF-4C를 인도받아 현재 운용하고 있다.
2016년 12월 21일자로 미국 뉴멕시코주 홀먼 공군기지에서 21일 F-4 팬텀기의 '마지막 비행'을 갖고 팬텀기를 공식 퇴역했다.

## 나라별 운용 현황
2023년말 기준으로 미국 및 영국은 이미 전투부대에서는 F-4 시리즈를 모두 퇴역시키고 운용하고 있지 않다. 다만, 표적기 및 비행시험용 등으로만 사용하고 있으며, 그리스, 튀르키에, 이란에서 전투용 및 정찰용 기체를 운용 중이다. 몇몇 국가에서는 2030년대까지 운용할 목적으로 개량 프로그램을 적용하고 있다.

### 대한민국
]]

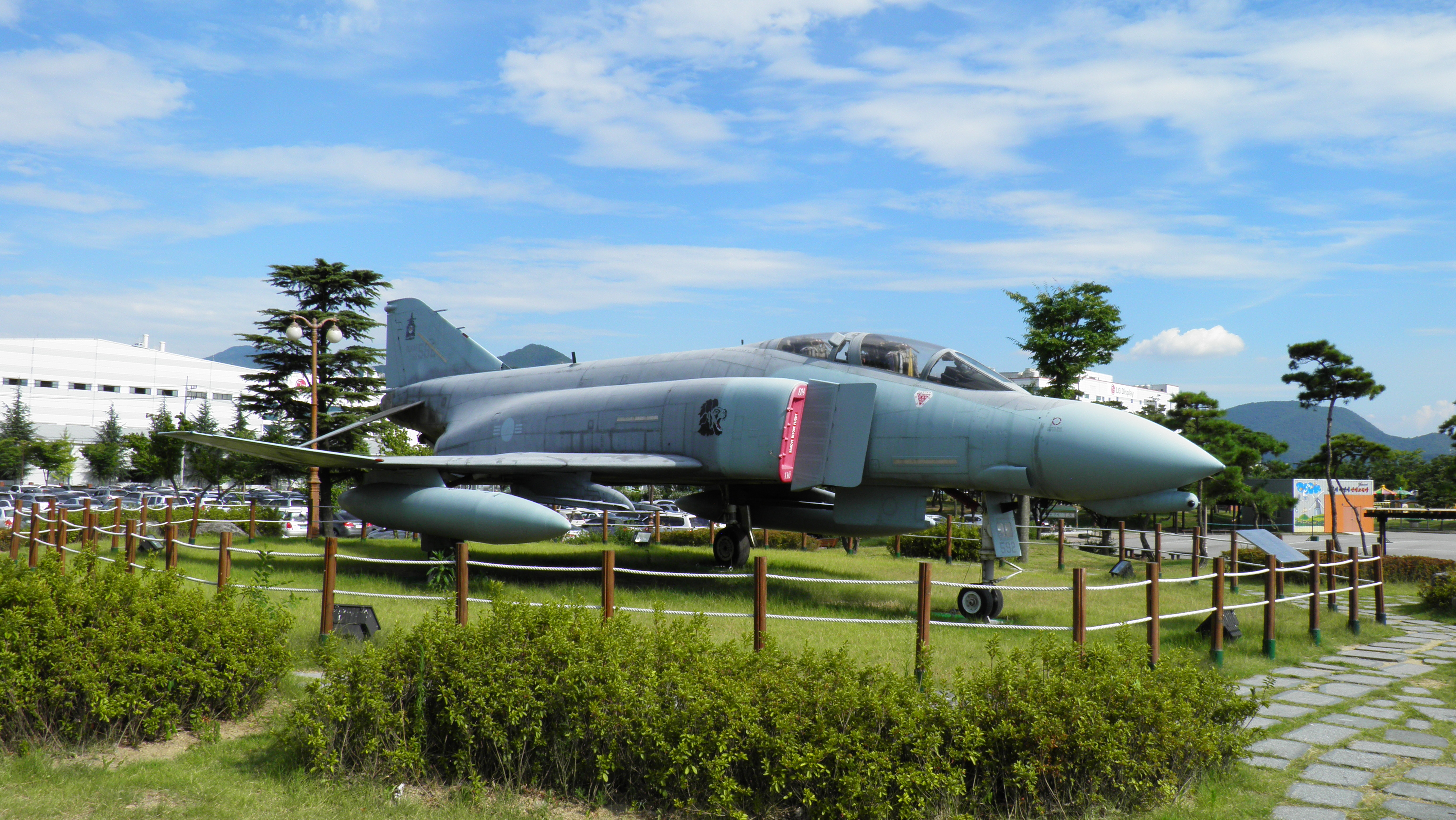
구미시에 전시된 F-4D.

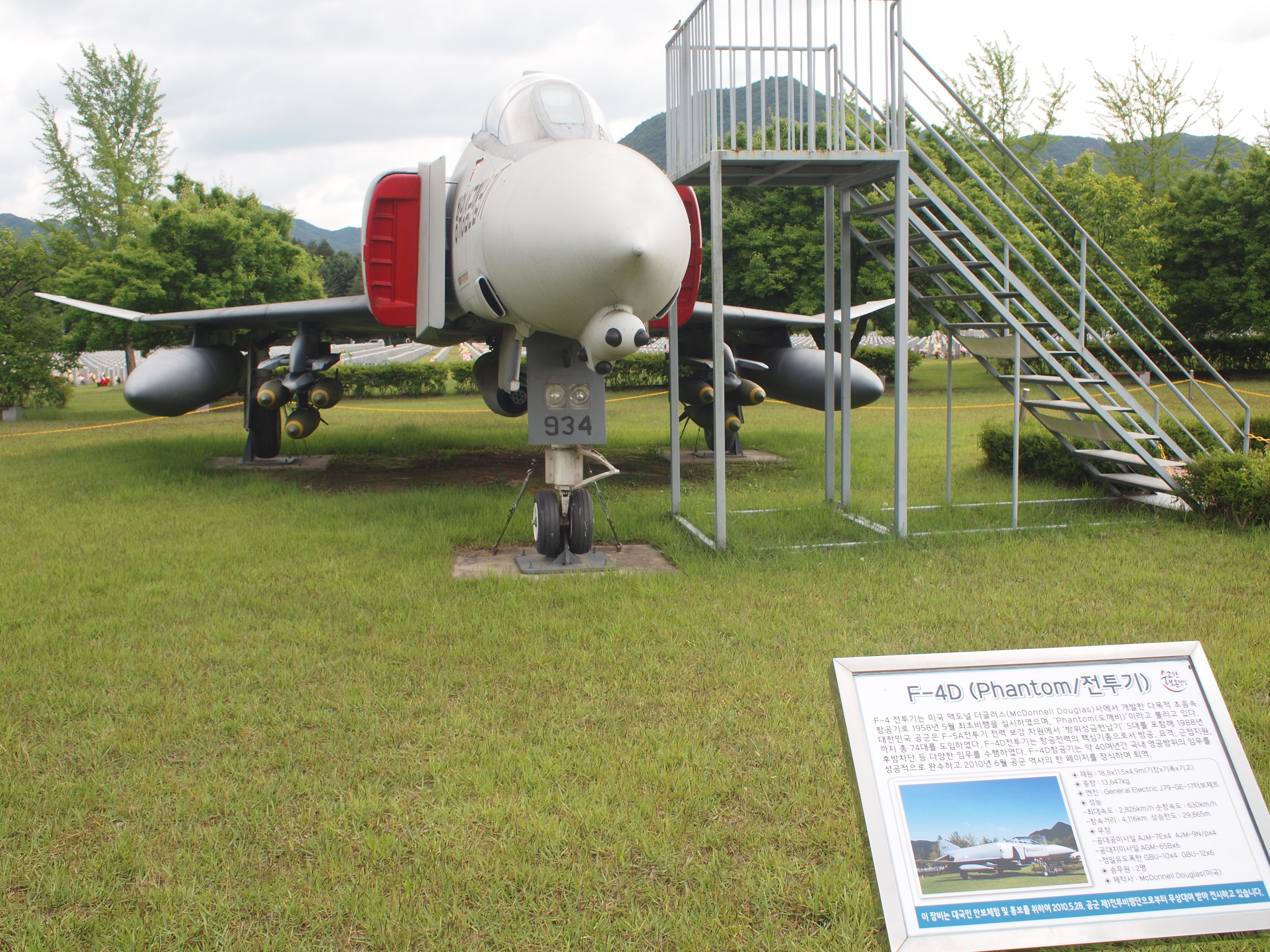
국립대전현충원에 전시된 F-4D.

대한민국 공군은 베트남 전쟁 참전을 통해 1969년 8월부터 미국으로부터 최신예기 F-4D 팬텀 16대를 첫 도입시작으로 지금까지 F-4D 92대, F-4E 103대, RF-4C 27대를 도입하였다. 전체 도입 기체 수는 200대를 넘었으나, 2024년 6월 7일 55년의 운항을 끝으로 최종 퇴역하였다.
운용 기지는 제17전투비행단에 F-4E 3개 대대가 운용되다 F-35 도입으로 1개 대대로 개편되어 제10전투비행단에서 운용중이며, 10전투비행단 39전대에 RF-4C 1개 대대가 배치되어 운용 중이었으나 지난 2014년 RF-4C가 모두 퇴역하였다.
대구 기지의 F-4D 20기는 F-15K를 인수받음에 따라 전 기체가 2010년 6월 16일자로 퇴역하였다. 10전비(153대대)에 남은 F-4E는 2025년까지 전량 퇴역예정으로, 일부 기체에 대해서는 기체 골격 보강 등 수명연장 작업이 실시되었다. 2024년 6월 7일에 마지막 남은 F-4E 3대의 퇴역식을 진행하였다.

### 독일
독일은 팬텀의 최대 도입국으로서 독일군용으로 개조된 F-4F 175대와 정찰임무용 RF-4E 88대, 훈련용으로 미국에 배치한 F-4E 10대 등 냉전 중에 도입한 기체 수는 총 273대이다. 그러나 독일의 재통일 이후 군축 과정에서 정찰용 RF-4E 전부를 퇴역시키고, 정찰 임무는 토네이도 IDS/ECR에게 넘겼다. 보유 대수보다 효율성을 강조한 것이다. 퇴역처리된 RF-4E는 튀르키에와 그리스에 똑같이 분배되었다.
전투용 F-4F는 본래 유로파이터 타이푼으로 대체하였고, 유로파이터 타이푼의 개발이 지연되자 수명연장 계획을 거쳐 2013년 6월까지 운용하고 개량 대상은 175대 중 110대였다. 유로파이터 타이푼이 배치되기 시작하면서 퇴역하였다.

### 일본
일본 항공자위대는 1968년부터 F-4 팬텀기 도입 추진했으며, 1972년 미국에서 팬텀기 2대 도입하고 나머지는 미쓰비시가 면허생산(라이센스)한 F-4EJ 138대를 주축으로 140대의 전투기와 RF-4C 14대를 운용하였다. 그러나 수명상 한계가 다가오자 1982년부터 일본 독자로 개발하게 되는데 이것이 F-4EJ 카이(改)다. 1990년대 들어 일부 기체를 정찰용으로 개조하였는데, 정찰용 RF-4EJ도 기존의 화력제어시스템 및 무장은 그대로 남겨두어 정찰 임무 및 전투 임무를 동시에 수행할 수 있다(대한민국 공군도 이와 같은 개조를 연구 중이라고 한다). 2005년 봄에 독도 상공을 정찰비행한 일본의 정찰기가 바로 이 RF-4EJ다. 2020년 11월 27일 일부 시험용 팬텀기 빼고 전량 퇴역했다.

### 이란
호메이니의 이슬람 혁명 전에 팔라비 왕조는 친미 왕조로서 미국으로부터 엄청난 군사 지원을 받았다. F-14 톰캣도 미국 외에 국가로는 유일하게 이란만이 보유하기도 했으며, 1960년대와 70년대의 최신형 기체였던 F-4도 예외는 아니었고, 독일 다음으로 많은 226대를 도입하였다. F-4E 177대, RF-4E 16대 등이다.
그러나 1979년 이슬람혁명이 터지고 팔레비 왕조가 붕괴하자 미국과 관계도 끊어져 운용 유지에 필수적인 기술 및 보급 지원이 끊긴데다가 8년간 계속된 이란-이라크 전쟁 과정에서 많은 기체를 잃어 현재 운용 가능한 기체대수는 많지 않은 것으로 알려졌다. 부품 공급이 끊기자 기존의 기체에서 부품을 뜯어내는 식(돌려막기라고 한다)으로 유지하다보니 자연스레 보유 기체 대수 자체가 줄어든 것이다. 현재 58대 정도 남아있다.
이란의 F-4E와 관련하여 유명한 사건이 이란-콘트라 사건이다. 미국 레이건 행정부 시절 올리버 노스 중령이 중심이 되어 니카라과의 반미 친소 정권을 무너뜨리기 위해 콘트라 조직 지원 자금 마련을 위해 23대의 F-4E 기체가 파라과이를 경유하여 이란에 밀수출되었다는 것이다. F-4E 세력의 유지라는 이란의 사정과 콘트라 조직 지원이라는 미국의 이해관계가 맞아떨어진 사건이다.

### 이스라엘
이스라엘도 이란과 비슷한 규모(240여대)의 팬텀을 도입하였다. 그러나 현재는 F-16 A/B/C/D/I등과 F-15 C/D 및 F-15I(이스라엘 공군용 F-15)의 도입으로 현재 팬텀은 약 절반 가량으로 감소한 상태다. 이스라엘 역시 독일 공군처럼 쿠르나스2000이라는 개량 계획을 통해 2010년대까지 운용하였다.

### 이집트
1978년 이스라엘과 평화협정인 캠프 데이비드 합의에 따른 대가로 미국으로부터 35대의 F-4E를 도입하여 운용하고 있다. 아프리카 국가 중에는 유일하게 미국제 전투기를 운용하는 중이다.

### 에스파냐
에스파냐도 1972년에 미공군으로부터 잉여기체인 40대의 F-4C와 RF-4C를 도입했다가 1998년에 F-4C는 모두 퇴역시키고, 2002년 RF-4C도 퇴역했다.

### 그리스
그리스는 여러 다양한 경로로 F-4를 도입하였다.
- 직도입 : F-4E 54대, RF-4E 8대
- 미공군 주방위군의 잉여기체 : F-4E 28대
- 독일 공군 잉여기체 : RF-4E 20대

현재 그리스 공군은 노후한 F-4E를 퇴역시키고 F-16 Block50을 도입하고 있으나 전력 지수를 맞추기 위해 F-4E 39대는 계속 운용하기로 하고 개량프로그램을 실시했다. 여기에 사용된 프로그램은 본래 독일 공군 보유 F-4를 개량하기 위한 프로그램이었던 F-4E ICE로서, 개량 작업도 독일 ESDA사가 실시하였다.

### 튀르키에
현 시점에서는 튀르키에가 최대 F-4 보유 국가다. 현재 200여대를 보유 중이며 현재 2020년까지 사용할 목적으로 이스라엘의 쿠르나스2000 계획을 적용하여 개량 작업 중이다. 터키 공군은 미공군 퇴역기 110대, 신규 제작기 72대를 주축으로 운용하였으며, 이 중에 쿠르나스2000 계획에 준한 개량 프로그램을 적용한 기체는 54대이다.

## 같이 보기
- 미라주 3
- 미코얀-구레비치 MiG-21
- 미코얀-구레비치 MiG-23
- 사브 J 35 드라켄
- 수호이 Su-15